# Conte di Rosse
Conte di Rosse è un titolo nobiliare inglese nella Parìa d'Irlanda (non è da confondere col titolo di Conte di Ross nella Parìa di Scozia).

## Storia

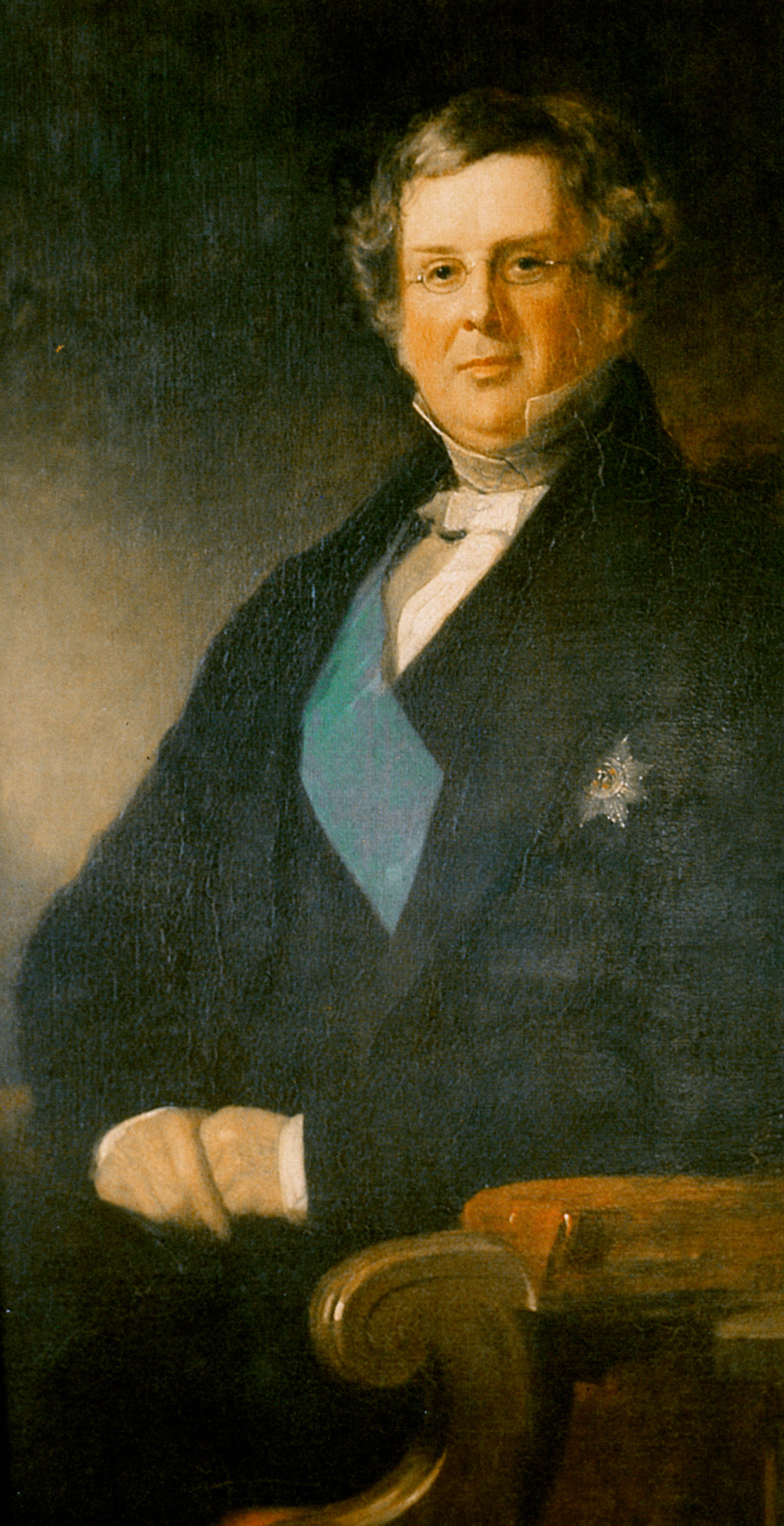
William Parsons,
III conte di Rosse

La famiglia Parsons era di origini inglesi e proveniva da Dishworth Grange nel Leicestershire e solo nel XVI secolo si insediò in Irlanda. Uno di questi discendenti, William Parsons, venne creato Baronetto (Baronettaggio d'Irlanda) di Bellamont nella Contea di Dublino nel 1620 da Giacomo I. Il III baronetto venne creato Visconte Rosse nella Parìa d'Irlanda nel 1681, ed il II visconte venne creato Conte di Rosse nella Parìa d'Irlanda nel 1718; questi titoli della prima creazione si estinsero con la morte del II conte nel 1764.
Sir Laurence Parsons, il fratello minore di sir William Parsons, I baronetto, si stabilì a Birr, nella Contea di Offaly, villaggio che divenne noto come Parsonstown, e fu antenato di un ramo local della famiglia. Suo nipote Laurence Parsons venne creato Baronetto, di Birr Castle nella contea di Offaly, nel baronettaggio d'Irlanda nel 1677 sino al 1689 quando venne privato dal parlamento dei suoi titoli per aver appoggiato Giacomo II e condannato a morte. La sentenza non venne mai eseguita. Il nipote di questi, il III baronetto e pronipote del IV baronetto, rappresentò King's Countyal parlamento irlandese. Il fratellastro di quest'ultimo, Laurence Harman Parsons, venne elevato nel 1792 nella Parìa d'Irlanda come Barone Oxmantown, con possibilità di trasmissione a suo nipote sir Lawrence Parsons, V baronetto, che era succeduto a suo padre il IV baronetto nel 1791. Nel 1795 venne creato Visconte Oxmantown nella parìa d'Irlanda e nel 1806 venne onorato ulteriormente con l'elevazione a Conte di Rosse sempre nella parìa d'Irlanda. Lord Rosse sedette dal 1800 al 1807 come rappresentante irlandese alla camera dei lords britannica. Alla sua morte nel 1807 la vicecontea si estinse mentre la baronìa e la contea passarono con un decreto speciale al già menzionato nipote, il II conte, che rappresentò King's County nella camera dei comuni britannica e sedette nella camera dei lords come rappresentante irlandese dal 1809 al 1841.
Suo figlio, il III conte, fu un noto astronomo e costruttore del telescopio gigante noto col nome di Leviatano di Parsonstown presso il Castello di Birr. Lord Rosse sedette anche come membro del parlamento per King's County, e fu un rappresentante irlandese alla camera dei lords dal 1845 al 1867, distinguendosi per uno dei pochi a notare la famosa carestia delle patate quando ancora era agli albori ed a segnalarla alle autorità britanniche. Fu Lord Luogotenente di King's County dal 1831 al 1867 nonché presidente della Royal Society dal 1849 al 1854. Venne succeduto da suo figlio, il IV conte, che fu rappresentante irlandese dal 1868 al 1908 e Lord Luogotenente di King's County dal 1892 al 1908. Suo figlio, il V conte, fu un rappresentante irlandese dal 1911 al 1918 e Lord Luogotenente di King's County dal 1908 al 1918. Lord Rosse combatté durante la prima guerra mondiale e morì a causa delle ferite riportate sul campo nel 1918. Attualmente i titoli sono passati al nipote di questi, il VII conte, succeduto al padre nel 1979. L'attuale conte di Rosse era il fratello minore di Antony Armstrong-Jones, I conte di Snowdon (nato da sua madre Anne e dal precedente marito) e quindi anche cognato della principessa Margaret (sorella minore della regina Elisabetta II del Regno Unito).
La sede di famiglia è il Castello di Birr, presso Birr, nella Contea di Offaly.

## Baronetti Parsons, di Bellamont (1620)
- Sir William Parsons, I baronetto di Bellamont (1570–1650)
- Sir William Parsons, II baronetto di Bellmont (m. 1658) nipote del I baronetto
- Sir Richard Parson, III baronetto (c. 1657–1703) (creato Visconte Rosse nel 1681)

## Visconti Rosse (1681)
- Richard Parsons, I visconte Rosse (circa 1657–1703)
- Richard Parsons, II  visconte Rosse (m. 1741) (creato Conte di Rosse nel 1718)

## Conti di Rosse, I creazione (1718)
- Richard Parsons, I conte di Rosse (m. 1741)
- Richard Parsons, II conte di Rosse (c. 1716–1764)

## Baronetti Parsons, di Birr Castle (1677)
- Sir Laurence Parsons, I baronetto (c. 1637–1698)
- Sir William Parsons, II baronetto (m. 1741)
- Sir Laurence Parsons, III baronetto (1707–1756)
- Sir William Parsons, IV baronetto (1731–1791)
- Sir Laurence Parsons, V baronetto (1758–1841) (succedette come Conte di Rosse nel 1807)

## Conti di Rosse, II creazione (1806)
- Laurence Harman Parsons, I conte di Rosse (1749–1807)
- Laurence Parsons, II conte di Rosse (1758–1841)
- William Parsons, III conte di Rosse (1800–1867)
- Laurence Parsons, IV conte di Rosse (1840–1908)
- William Parsons, V conte di Rosse (1873–1918)
- Laurence Parsons, VI conte di Rosse (1906–1979)
- Brendan Parsons, VII conte di Rosse (n. 1936)

L'erede apparente è il figlio dell'attuale detentore del titolo, Lawrence Patrick Parsons, lord Oxmantown (n. 1969).